# 开原市
开原市（转写：keyen）是由辽宁省铁岭市代管的一个县级市，位于辽宁省东北部，辽河中游东岸，邻接吉林省。

## 建制区划

### 行政区划
开原市下辖3个街道办事处、16个镇、1个民族乡：
新城街道、老城街道、开原街道、威远堡镇、庆云堡镇、中固镇、八棵树镇、金沟子镇、八宝镇、业民镇、莲花镇、靠山镇、马家寨镇、下肥镇、松山镇、城东镇、李家台镇、上肥地满族镇、黄旗寨满族镇和林丰满族乡。

### 历史沿革

#### 上古
开原历史悠久，远古时期为大九州之咸州隐土，旧石器时期就有人类生存繁衍，为九夷中东夷之山夷部族。新石器时期以来，谢家沟西沟遗址、“国保”八棵树团山遗址及文物“上古神兵”表明，开原属红山文化，与黄河文明双源双脉。
禹分天下为九州，称小九州，开原地属青州。舜划天下为十二州，开原属营州。

#### 周朝時期
西周时期，东北四大古国辽西燕国、辽南箕子朝鲜、辽西北东胡、辽北韩侯国，开原一带为韩侯国王城韩城（今开原市老城街黄龙冈下夫余城遗址）。韩侯国出现于公元前1000年左右，《诗经·大雅·韩奕》较早记述了“溥彼韩城，燕师所完”，主体民族为濊、貊，称韩侯国为东夷长、北方伯。
战国时期箕氏朝鲜灭韩侯国，《山海经•海内西经》记载为其一举“灭之”，遂为韩西国王城韩城（《潜夫论•志氏姓》）。前310年为燕国大将秦开所逐（《史记•匈奴列传》），韩西国逃往海岛。韩城由王城降为侯城（韩城旧地），属燕国辽东郡侯城县（张溥泉《东北历代疆域史》），为中国最早的郡县之一。

#### 秦漢時期
秦灭六国，燕太子丹所在之辽东国为秦大将王翦所灭，侯城入秦。蒙恬、杨翁子等筑燕北长城于侯城北。
秦末漢初时期，侯城先后为燕王臧荼、辽东王韩广、燕王卢绾管辖。
西漢初年，刘建等刘氏燕王所辖。匈奴左贤王一度占有此地。西汉武帝击败匈奴，以侯城县为辽东郡中部都尉治。
东汉时期陈禅曾任侯城障尉（《后汉书·陈禅传》）。安帝永初元年（107）玄菟郡内迁，原辽东郡所属侯城、高显、辽阳三县划入玄菟郡。安帝建光元年（121）高丽王“宫密遣军攻玄菟，焚烧侯城”（《三国志•高句丽传》），有400年历史的侯城自此消失。檀石槐鲜卑军事大联盟一度统治这里，长城由此内缩，改建于侯城南（今开原、铁岭间的中固一带），侯城故地弃之塞外。后辽东乌桓大人苏仆延称峭王，乌桓拥有此地。

#### 魏晉、高句麗時期
三国时期，此地为夫余国所有，受辽东属国公孙氏政权所辖。238年曹魏灭公孙淵后，地属夫余国夫余城（《满洲源流考》，丁若镛《渤海考》），夫余、高句丽、西晋、鲜卑轮番争霸。
五胡乱华时期，高句丽346年西侵，夫余国王城被慕容皝的前燕政权“西徙近燕”（《资治通鉴》），迁入侯城故地，为夫余国王城（景方昶《东北舆地释略》“今开原县境，本夫余国王城”）。400年左右高句丽国占据辽东，夫余国为其附庸。
494年勿吉族南侵，夫余王入高句丽，夫余国灭亡。高句丽仍设夫余府，程尼娜《东北史》载其下设代那州（今开原市八棵树古城子村）、延津州（今开原市马家寨古城）、铜山县（今开原市中固新屯古城址）。

#### 唐朝時期
唐总章元年（668）唐军征高句丽国，“薛礼东征”下金山，拔夫余，辽东道行军大主管李勣于威远堡塔山之上建懋公塔（亦称东塔）封山纪事（《开原县志》）。薛礼为安东都护府首任都护，此地仍设夫余府。
唐圣武元年（698）粟末靺鞨首领大祚荣建立渤海国，仍设夫余府，下设扶州（附郭）、仙州（代那州旧地）、铜山郡（铜山县旧地）。夫余府西连夫余契丹道，南通营州道，为东北亚丝绸之路上的丝关重地（温跃宽《东北亚丝绸之路》）。

#### 遼金、元朝時期
辽天显元年（926年）辽太祖举国征渤海，克夫余城，灭渤海国，于夫余城东南建郝里太保城。同年七月班师至夫余城病，入城时有黄龙显现，遂改夫余府为黄龙府，驾崩时黄龙复现。黄龙府下设龙州，称龙州黄龙府，为前黄龙府（宁梦臣《黄龙府新考》）。保宁七年（975年）黄龙府卫将燕颇叛，有50年历史的黄龙府废止。渤海遗民叛辽自立，北宋称之为浮渝府。45年后，圣宗时征高丽、灭浮渝府，开泰八年（1019）废弃浮渝府城（旧韩城、夫余城、黄龙府城），升郝里太保城为咸州（借渤海国夫余府仙州音）。次年（1020年）复建黄龙府（今吉林省农安），称后黄龙府（宁梦臣《黄龙府新考》）。圣宗升咸州为咸州路，管理附近同州、祺州、肃州、安州等州县。设立60属国之一的北女真国，其大王府于设咸州城，统辖北女真各部，生女真节度使完颜阿骨打有事亦须至咸州详隐司。兴宗于重熙六年（1037）遵圣宗遗命，为其皇祖母契丹萧太后建成佛塔（清代季毓蚨《开原城志略》），与徐懋公所建东塔对称西塔，塔下古寺称西塔寺（建于唐乾元年间758年—760年）。
辽末天庆四年（1114年）生女真节度使完颜阿骨打起兵，年底克咸州，收国元年（1115年）正月初一创立女真国，建皇帝寨于咸州城，设咸州路都统司。天辅七年（1122年）改女真国为大金国，靖康之役俘宋徽宗、宋钦宗于咸州、韩州。熙宗天眷元年（1138年）金国都城迁至会宁府，咸州城留“金宫”遗迹（《辽东志》）。国师洪理大师于紫霞山（黄龙冈）上建崇寿寺，圆寂后弟子于寺内为其建葬骨塔崇寿寺塔（金代王寂《辽东行部志》、戒五和尚《祖师事略》）。天德二年（1150年）升咸平路为咸平府路，下设咸平府、广宁府（今北镇市）、韩州（今昌图县八面城）、懿州（今阜新市）及咸平等13县。金末1213年耶律留哥建东辽国，“遂都咸平”（《金史》）。1215年蒲鲜万奴建东夏国，以咸平城为都城（《简明清史》）。咸平铜善馆系辽河漕运重地，为东北亚丝绸之路丝关重镇（张余胜《明清东北亚丝绸之路研究》）。
元初咸平府属辽东路，为乃颜等东部诸王管辖。至元二十三年（1286）世祖忽必烈设东京行省于咸平府，咸平大战平定乃颜叛乱。后属辽阳行省开元路（开原地名之始），至正二年（1342）迁开元路于咸平，从此称开元城。

#### 明清時期
明初平定北元太尉、开元王纳哈出，洪武二十一年（1388年）在开元城设立三万卫，称三万卫城。二十四年（1391年）明太祖封20子朱松为韩王，建韩藩国于开元，韩宪王朱松未就藩，其子韩恭王就藩开原。二十五年（1392年）建开元北城韩王府，设开原卫（开元中护卫），开元城避太祖名讳改称开原城。二十六年（1393年）迁辽海卫于开原北城。永乐七年（1409年）设安乐州自在州于开原城。明代中后期修筑万里长城，开原为北路路城，设参将。开原为开原疆场镇城，设总兵，辖开原疆场5城21边堡，下设镇北关、广顺关、新安关、青羊关、清河关、山头关等六关。开原城通过六关贡道和女真马市、开原马市、鞑靼马市、清河马市等四马市，管辖哈达（开原南关）、叶赫（开原北关）等女真各国及蒙古各部，以开原西陆路、开原东陆路、开原北陆路，连通蒙古、朝鲜后门、日本海沿岸、远东俄罗斯滨海地区及库页岛诸地，成为东北亚丝绸之路上的丝关险塞（杨旸《明清东北亚水陆丝绸之路与虾夷锦研究》）。
明萬曆四十七年、后金天命四年（1619年）努尔哈赤克开原城，哈达公主管理开原地方。清初盛京将军管理开原城。柳条边盛京边墙从开原北经过，开原城守尉管理开原军事，管辖先后设置的英额、土口子、威远堡、马千总台、科昂、三台子（山老大门）、法库、叶茂台、彰武台等数座边门。清康熙三年(1664年)设开原县，为奉天府首批所建四县之一。

#### 現代
1932年，归滿洲國的奉天省。1941年，归滿洲國的四平省。
1945年8月22日，苏军攻占开原县城，日本軍隊和滿洲國軍隊投降。1945年10月10日，中共在开原建政。1946年1月，国民政府在开原建政，两个县政府并存。1946年3月12日，苏军撤出。1946年3月27日，国民党新一军占领开原县城，中共在县境东部山区坚持农村根据地。此时，开原县隶属于國民政府遼北省，隶属于中共辽宁省二地委。

中華民國時期，開原市屬遼北省管轄

1947年5月的东北夏季攻势中，东北民主联军第三纵队一部攻占开原县城，不久撤离县城。
1947年10月，中國共產黨在开原县开始土地改革。1948年2月27日，东北人民解放军独立第四师等部攻克开原县城，开原县全境被中共控制，归中共辽北省管辖。1949年5月15日，辽北省与辽西省合并，由辽西省直属。
1954年8月1日，辽东省与辽西省合并，由辽宁省直属。 1956年2月，隶属铁岭专员公署。1958年12月，归沈阳市领导。1964年4月，归沈阳专员公署领导。1968年5月，归沈阳专区革委会。1968年12月，归铁岭专区革委会领导。
1989年2月撤县设縣級市，為開原市，由铁岭市代管。
1998年杨木林子乡、曾家屯满族乡、八棵树镇北大沟村、八棵树镇貂皮屯村小围子自然屯划归清河区。
2020年9月，新城街道、兴开街道行政区域调整，并将兴开街道改名为开原街道。

## 人口
根据第七次人口普查数据，截至2020年11月1日零时，开原市常住人口为460927人。
- 中华民国时期新疆军阀盛世才出生于开原县盛家屯。
- 喜剧演员赵本山出生于开原县莲花镇莲花村。

## 地理

### 地理位置
开原位于辽北地区，县境西起东经123°43'43"东至东经124°48'55"；北起北纬42°53'23"，南至北纬42°06'55"。东西长102千米，南北宽65千米。总面积为3164平方千米。
开原总的地势东高西低，市区南高北低。南北多丘陵；东南多山，属长白山支脉；西部为清河、辽河冲击平原一部分，地势低平开阔；中部为半平原、半丘陵地带。
开原境内有河流166条，主要河流有辽河、清河、寇河、柴河等。

### 气候
| 开原市气象数据（1971年至2000年） | 开原市气象数据（1971年至2000年） | 开原市气象数据（1971年至2000年） | 开原市气象数据（1971年至2000年） | 开原市气象数据（1971年至2000年） | 开原市气象数据（1971年至2000年） | 开原市气象数据（1971年至2000年） | 开原市气象数据（1971年至2000年） | 开原市气象数据（1971年至2000年） | 开原市气象数据（1971年至2000年） | 开原市气象数据（1971年至2000年） | 开原市气象数据（1971年至2000年） | 开原市气象数据（1971年至2000年） | 开原市气象数据（1971年至2000年） |
| 月份                             | 1月                              | 2月                              | 3月                              | 4月                              | 5月                              | 6月                              | 7月                              | 8月                              | 9月                              | 10月                             | 11月                             | 12月                             | 全年                             |
| -------------------------------- | -------------------------------- | -------------------------------- | -------------------------------- | -------------------------------- | -------------------------------- | -------------------------------- | -------------------------------- | -------------------------------- | -------------------------------- | -------------------------------- | -------------------------------- | -------------------------------- | -------------------------------- |
| 历史最高温 °C（°F）              | 6.9 (44.4)                       | 17.6 (63.7)                      | 19.8 (67.6)                      | 30.2 (86.4)                      | 34.5 (94.1)                      | 36.0 (96.8)                      | 36.6 (97.9)                      | 34.5 (94.1)                      | 33.2 (91.8)                      | 29.4 (84.9)                      | 21.4 (70.5)                      | 13.3 (55.9)                      | 36.6 (97.9)                      |
| 平均高温 °C（°F）                | −6.6 (20.1)                      | −2.3 (27.9)                      | 5.7 (42.3)                       | 15.9 (60.6)                      | 22.6 (72.7)                      | 27.0 (80.6)                      | 28.5 (83.3)                      | 27.6 (81.7)                      | 22.9 (73.2)                      | 14.9 (58.8)                      | 4.5 (40.1)                       | −3.5 (25.7)                      | 13.1 (55.6)                      |
| 日均气温 °C（°F）                | −13.4 (7.9)                      | −9.1 (15.6)                      | −0.3 (31.5)                      | 9.2 (48.6)                       | 16.3 (61.3)                      | 21.3 (70.3)                      | 23.8 (74.8)                      | 22.4 (72.3)                      | 16.1 (61.0)                      | 8.3 (46.9)                       | −1.3 (29.7)                      | −9.6 (14.7)                      | 7.0 (44.6)                       |
| 平均低温 °C（°F）                | −19.4 (−2.9)                     | −15.4 (4.3)                      | −6.2 (20.8)                      | 2.7 (36.9)                       | 10.0 (50.0)                      | 16.0 (60.8)                      | 19.6 (67.3)                      | 17.9 (64.2)                      | 10.3 (50.5)                      | 2.7 (36.9)                       | −6.3 (20.7)                      | −15 (5)                          | 1.4 (34.5)                       |
| 历史最低温 °C（°F）              | −36.3 (−33.3)                    | −30.4 (−22.7)                    | −28.0 (−18.4)                    | −11.7 (10.9)                     | −3.9 (25.0)                      | 5.0 (41.0)                       | 12.0 (53.6)                      | 6.0 (42.8)                       | −2.3 (27.9)                      | −11.0 (12.2)                     | −23.6 (−10.5)                    | −33.2 (−27.8)                    | −36.3 (−33.3)                    |
| 平均降水量 mm（）                | 4.7 (0.19)                       | 4.8 (0.19)                       | 15.2 (0.60)                      | 37.3 (1.47)                      | 51.3 (2.02)                      | 90.6 (3.57)                      | 174.5 (6.87)                     | 158.0 (6.22)                     | 62.2 (2.45)                      | 39.4 (1.55)                      | 15.6 (0.61)                      | 7.0 (0.28)                       | 660.6 (26.02)                    |
| 平均降水天数（≥ 0.1 mm）         | 3.4                              | 3.9                              | 5.1                              | 7.9                              | 9.2                              | 12.5                             | 13.8                             | 11.3                             | 8.2                              | 6.9                              | 5.2                              | 4.2                              | 91.6                             |
| 来源：中国天气网                 |                                  |                                  |                                  |                                  |                                  |                                  |                                  |                                  |                                  |                                  |                                  |                                  |                                  |

## 交通

### 国道
- 102国道国道京哈公路过境。
- 505国道国道开原-奈曼旗公路过境。

### 高速公路
开原境内的高速公路有二：
- 京哈高速京哈高速公路过境。
- 014省道辽开高速公路（辽宁省内称西开高速公路）过境。

开原境内的高速公路收费站有三：
- 开原站，位于小李台村附近，为京哈高速公路所属。
- 威远堡站，位于威远堡镇宿家屯，为辽开高速公路所属。
- 金沟子站，位于金沟子镇金沟子加油站附近，为辽开高速公路所属。

### 其他道路
- 301省道 辽开线
- 303省道 彰桓线
- 开康公路
- 开清公路[6]

### 铁路
- 京哈铁路
- 开丰铁路（辽开铁路）
- 哈大高速铁路

### 火车站
- 开原站
- 开原西站
- 中固站 [7][註 1]